# Валентина Вісконті
Валентина Вісконті (1371, Мілан — 4 грудня 1408, Блуа), дочка герцога Мілану Джана Галеаццо Вісконті. Дружина герцога Орлеанського Людовика I.

## Біографія
Народилася в сім'ї Джана Галеаццо Вісконті, герцога Мілану та Ізабелли Валуа, дочки французького короля Іоанна II Доброго.
17 серпня 1389 одружилась із Людовиком Орлеанським, сином короля Франції Карла V Мудрого з династії Валуа і його дружини Іоанни Бурбон, братом короля Карла VI Божевільного, доводилась йому двоюрідною сестрою.  Чоловік був вбитий на Старій Храмовій вулиці в Парижі Раулем д'Анкетонвіллем за замовленням свого ворога Іоанна I (герцога Бургундії).

## Родина
Чоловік — Людовик I (1372—1407), герцог Орлеанський, син короля Франції Карла V Мудрого
Діти:
- Дочка[3] (1390) — народилась в Парижі. Померла одразу після народження.
- Людовик (1391—1395) — помер в дитинстві.
- Син (1392)[4] — помер зразу після народження.
- Жан (1393) — помер в дитинстві.
- Карл (1394—1465) — герцог Орлеанський, граф Блуа, Дре і Куртене (з 23 листопада 1407). Воєначальник, один з найбільш видатних поетів Франції[5][6]. Його син у 1498 році став королем Франції Людовиком XII.
- Філіпп (1396—1420) — граф Вертю (з 4 грудня 1408). Під час Осерського договору (22 серпня 1412) було вирішено, що Філіпп одружиться з Катериною Бургундською, дочкою Іоанна І (герцога Бургундії), але весілля так і не вібулось. Служив в армії короля Карла VI проти бургундців та англійців, супроводжував його до Пікардії та Артуа. Був прихильником майбутнього короля Карла VII. Помер у віці двадцяти чотирьох років, одруженим не був, мав позашлюбного сина Філіппа, який загинув 18 липня 1445, не залишивши потомства.
- Людовик (1398)[7] — помер немовлям, мало відомостей про цю дитину.
- Жан (1399—1467) — граф Ангулему (з 23 листопада 1407 по 30 квітня 1467) та Перигору (з 23 листопада 1407 по 1437). Дід майбутнього короля Франції Франциска I.
- Марія (1401) — народилась в замку Кусі. Померла незабаром після народження.
- Маргарита (1406—1466) — графиня Вертю (з 1 вересня 1420), графиня-консорт Етампа, дружина Річарда I (графа Етампа) (1423—1438). Матір герцога Бретані Франциска II.